# Río Guadacorte
El río Guadacorte, en algunas fuentes también llamado río Guadacortes, es un río del sur de la península ibérica perteneciente a la demarcación hidrográfica de las Cuencas Mediterráneas de Andalucía, que discurre en su totalidad por el territorio del sur de la provincia de Cádiz (España), dentro de la comarca del Campo de Gibraltar. 

## Curso
El río Guadacorte nace en la sierra de Montecoche, dentro del término municipal de Los Barrios. Su cauce realiza un recorrido en dirección noroeste-sureste a lo largo de unos 13 km hasta su desembocadura en el río Palmones, poco antes de la desembocadura de este en la bahía de Algeciras. 